# Marxdorf (Uebigau-Wahrenbrück)
Marxdorf ist ein Ortsteil der Stadt Uebigau-Wahrenbrück im brandenburgischen Landkreis Elbe-Elster und liegt etwa neun Kilometer nordwestlich der Stadt Bad Liebenwerda.

## Geschichte

Marxdorf auf einer geschichtlichen Karte des Kreises Liebenwerda (1910).

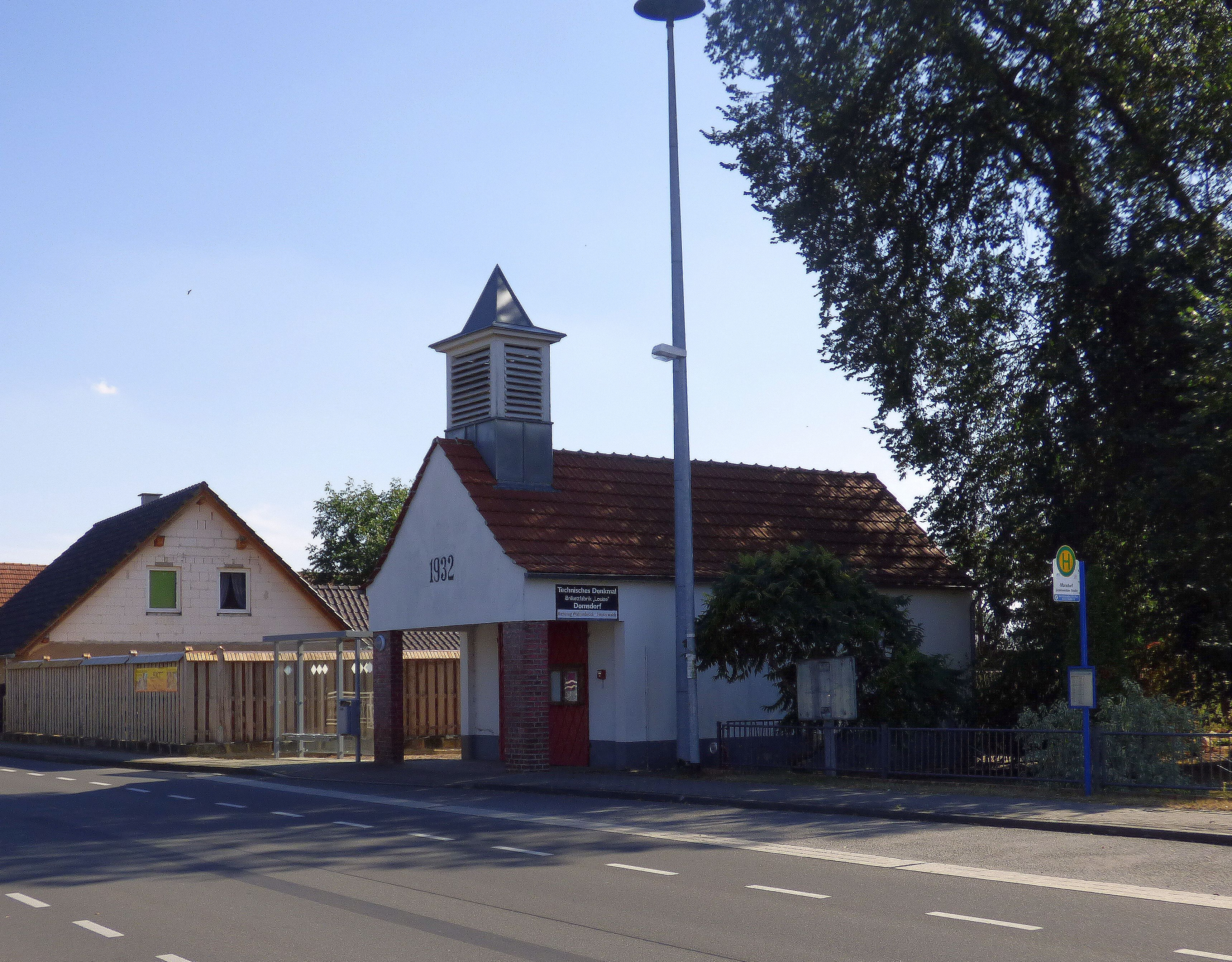
Feuerwehrhaus mit Glockenturm

### Ortsgeschichte
Der Ort wurde am 9. August 1251 erstmals unter dem Namen Marquartsdorf urkundlich erwähnt. Danach änderte sich der Name über Marcgtorph (Urkunde vom 4. Dezember 1384) zu Marxdorff (1505). Besitzer des Dorfes waren im 16. Jahrhundert unter anderem die Familien Heuna und Runge.
1835 zählte das Dorf 33 Wohnhäuser mit 186 Einwohnern. An Vieh wurden 40 Pferde, 209 Stück Rindvieh und 74 Schweine gezählt.

### Administrative Zugehörigkeit
Marxdorf gehörte ursprünglich zum Amt Liebenwerda, das ab 1816 im neugebildeten Landkreis Liebenwerda aufging. Mit der 1952 in der DDR durchgeführten Gebietsreform kam Marxdorf zum neu gegründeten Kreis Bad Liebenwerda.
Nach der Wende lag Marxdorf zunächst im Landkreis Bad Liebenwerda. Nach der Kreisreform in Brandenburg am 6. Dezember 1993 wurde die Gemeinde Marxdorf dem neu gegründeten Landkreis Elbe-Elster zugeordnet.
Am 27. September 1998 wurde Marxdorf gemeinsam mit den Gemeinden Beiersdorf, Beutersitz, Bönitz, Domsdorf, Kauxdorf, Prestewitz, Rothstein, Saxdorf, Wildgrube und Winkel in die Stadt Wahrenbrück eingemeindet. Am 31. Dezember 2001 wurden Wahrenbrück und die Stadt Uebigau mit den Gemeinden Bahnsdorf, Drasdo sowie Wiederau zusammengeschlossen.

### Bevölkerungsentwicklung
| Einwohnerentwicklung von Marxdorf | Einwohnerentwicklung von Marxdorf | Einwohnerentwicklung von Marxdorf | Einwohnerentwicklung von Marxdorf | Einwohnerentwicklung von Marxdorf | Einwohnerentwicklung von Marxdorf | Einwohnerentwicklung von Marxdorf | Einwohnerentwicklung von Marxdorf | Einwohnerentwicklung von Marxdorf | Einwohnerentwicklung von Marxdorf | Einwohnerentwicklung von Marxdorf |
| Jahr                              | Einwohner                         |                                   | Jahr                              | Einwohner                         |                                   | Jahr                              | Einwohner                         |                                   | Jahr                              | Einwohner                         |
| --------------------------------- | --------------------------------- | --------------------------------- | --------------------------------- | --------------------------------- | --------------------------------- | --------------------------------- | --------------------------------- | --------------------------------- | --------------------------------- | --------------------------------- |
| 1835                              | 186                               |                                   | 1939                              | 184                               |                                   | 1985                              | 153                               |                                   | 1994                              | 144                               |
| 1875                              | 200                               |                                   | 1946                              | 241                               |                                   | 1989                              | 147                               |                                   | 1995                              | 153                               |
| 1890                              | 200                               |                                   | 1950                              | 266                               |                                   | 1990                              | 136                               |                                   | 1996                              | 157                               |
| 1910                              | 230                               |                                   | 1964                              | 195                               |                                   | 1991                              | 132                               |                                   | 1997                              | 148                               |
| 1925                              | 237                               |                                   | 1971                              | 175                               |                                   | 1992                              | 128                               |                                   | 2016                              | 121                               |
| 1933                              | 211                               |                                   | 1981                              | 156                               |                                   | 1993                              | 133                               |                                   | 2019                              | 111                               |